# Mlok

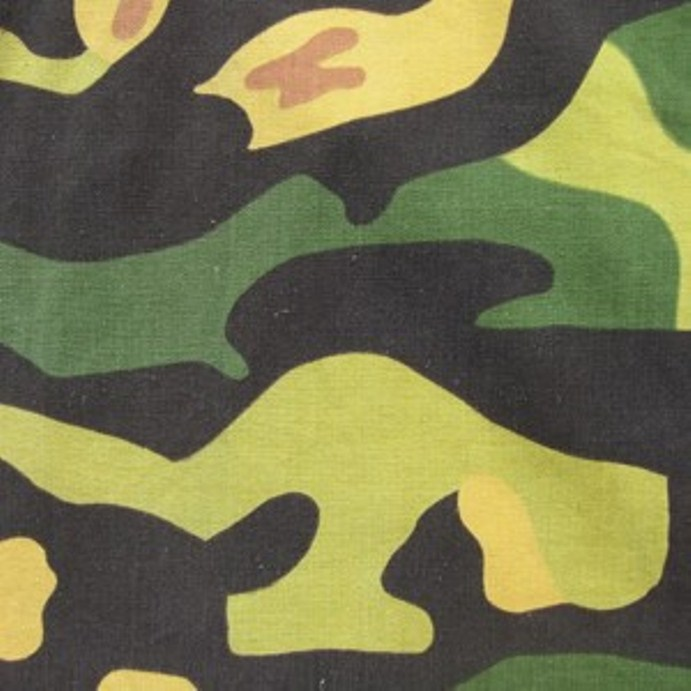
Patró mlok

El patró mlok (mot txec: 'salamandra') és un patró mimètic txecoslovac, de la familia clapejada, el qual consta de clapes grosses de forma irregular, en negre, verd intens, verd pàl·lid i sorra, així com de clapes menudes en ocre intens, disperses sobre el color de sorra. La forma d'algunes de les clapes verd pàl·lid pot suggerir mapes polítics. A primer cop d'ull és ben possible interpretar el negre com a marró fosc, i també percebre confosos en groc tant el verd pàl·lid com el color de sorra.

## Origen i denominació
El patró mlok podria haver-se inspirat en el telo mimetico italià, amb què guarda un cert deix de família, tot i ésser-ne molt diferent. En tot cas, el mlok és un patró inconfusible, d'efecte impactant, i per a alguns resulta una extravagància: al món anglosaxó se l'anomenava clown ('pallasso') durant la guerra freda, quan no hi havia arribat la denominació txeca original. Avui dia també es coneix com a salamander, traducció anglesa de mlok. Hi ha, encara, qui l'anomena "gira-sol" (tournesol en francès, sunflower en anglès), perquè en medis de l'OTAN es considerava que només podia ésser efectiu enmig d'un camp d'aquestes flors.

## Història

### Uniformes enmlok
Adoptat el 1960, el patró mlok constituí la primera versió de l'uniforme de campanya m. 1960 (vz. 60), el qual consistia en gorra d'orelleres, jaqueta de campanya (coneguda com a kongo per molts col·leccionistes) i pantalons. El model tingué diverses versions: jaqueta de campanya amb caputxa incorporada (i sense coll), o bé amb caputxa separable (i amb coll girat), així com diferint pel nombre de butxaques exteriors i interiors; pantalons multibutxaca (amb butxaca de càrrega al camal esquerre o en tots dos), o bé sense butxaca de càrrega lateral... Sempre es combinava amb botes de mitja canya. En tot cas, el disseny era força modern; el material i la confecció eren de bona qualitat.

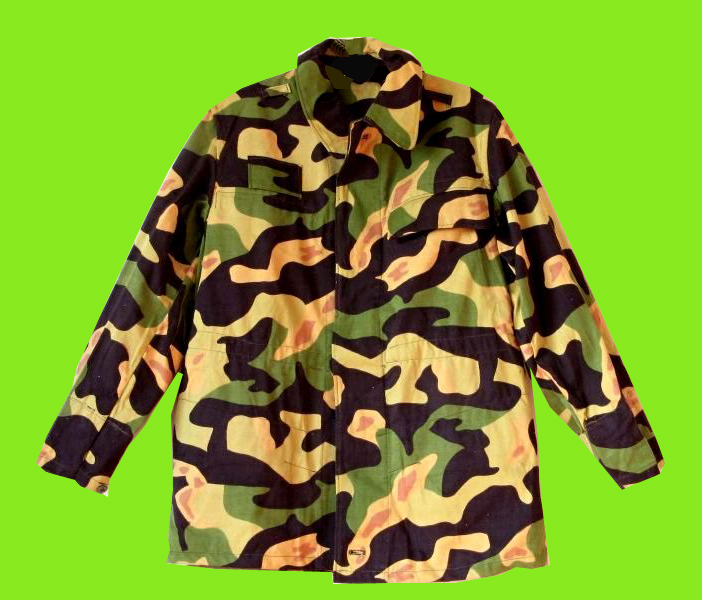
Jaqueta de campanya txecoslovaca m. 1960 en patró mlok

### Ús
Les fonts discrepen quant a l'abast de l'ús de l'uniforme m. 1960 en la variant originària mlok.
Segons la versió més estesa, els uniformes en patró mlok, en principi, eren privatius de les forces especials de l'exèrcit txecoslovac (paracaigudistes i tropes de reconeixement, potser també tanquistes), però també hi foren equipades algunes unitats d'infanteria convencional.
D'altra banda, algunes fonts semblen indicar que aquests uniformes mlok, en realitat, es distribuïren a la totalitat de l'exèrcit, i que el patró només esdevingué privatiu dels para arran l'adopció del jehliči.
També hi ha qui apunta que, tot i la datació oficial del model, fou el 1958 quan començà a distribuir-se.

### Substitució progressiva
A partir de 1963 els uniformes del gruix de l'exèrcit txecoslovac passaren a ésser en patró pluvial (jehliči). Cal dir que els uniformes pluvials eren pràcticament idèntics als uniformes en mlok pel que fa al disseny de les peces; és per això que el jehliči fou designat com a model 1960 (vz. 1960) i no pas model 1963, com hauria correspost.
Les forces especials –sobretot els paracaiguistes-- conservaren els uniformes en mlok durant alguns anys, però pels volts de 1966 els substituïren per variants específiques en patró jehliči. Així mateix, hi hagué unitats que reaprofitaren els mlok per a diari o feineig. En tot cas, entorn de 1968 el patró mlok ja era obsolet a Txecoslovàquia.

### Posteritat
Part de les existències d'uniformes en mlok passaria a equipar forces anticapitalistes o anticolonialistes del tercer món; sobretot, la guerrilla del PAIGC, certes milícies palestines (per exemple, durant els fets del Setembre Negre) i les unitats d'elit del Iemen del Sud.

## Reputació
Avui dia els efectes en mlok tenen valoració entre el col·leccionisme especialitzat, per la relativa raresa d'existències, per la vistositat del patró i per les qualitats materials de les peces.